# Panzanella

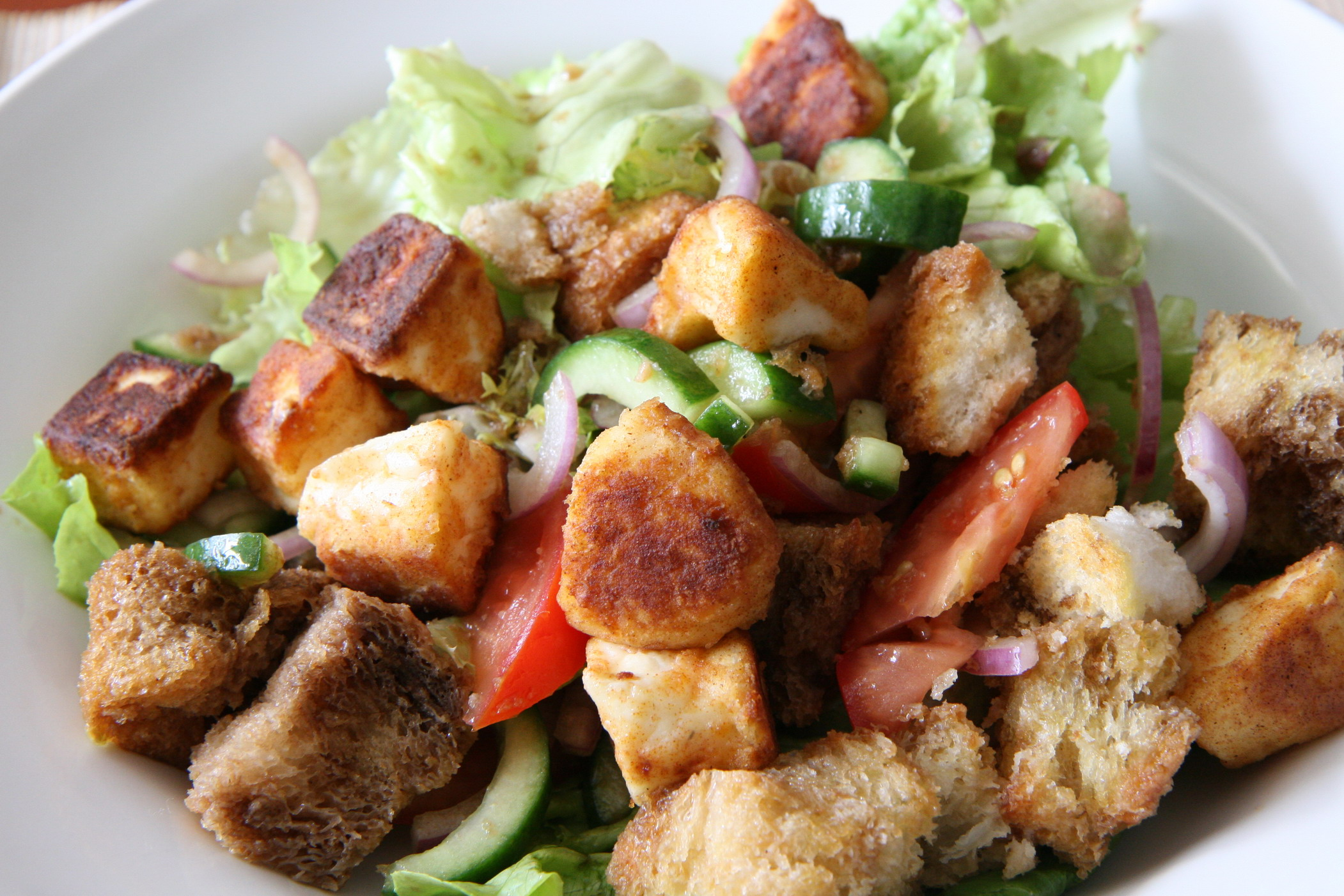
Een soort panzanella. Hier is gevarieerd op het recept en sla toegevoegd, zodat het een salade wordt. Zie de Italiaanse Wikipedia voor foto's van het oorspronkelijke gerecht.

Panzanella is een voorgerecht uit de Italiaanse keuken van oud brood, doordrenkt met gesneden tomaat, gekruid met basilicum en vinaigrette. Het stamt uit de armeluiskeuken en was bedoeld om goedkoop restjes op te maken, vergelijk de Nederlandse broodpap.
Panzanella komt oorspronkelijk uit de regio's Toscane en Umbrië. Een gelijksoortig tweede voorgerecht (primo piatto) is de pancotto (pappa di pomodoro, tomatenpap).